# Agrostophyllum stipulatum
Agrostophyllum stipulatum är en orkidéart som först beskrevs av William Griffiths, och fick sitt nu gällande namn av Rudolf Schlechter. Agrostophyllum stipulatum ingår i släktet Agrostophyllum och familjen orkidéer.

## Underarter
Arten delas in i följande underarter:
- A. s. bicuspidatum
- A. s. stipulatum